# CyanogenMod
A CyanogenMod (röviden CM) egy nyílt forrású módosított Android operációs rendszer okostelefonokhoz és tabletehkez. Logója egy (ciánkék színű) gördeszkás android volt, a 9.0-s verziótól lecserélték Cid-re, az ufókinézetű gördeszkás robotemberkére. Utolsó kiadása 2016 decemberében volt; helyét átvette a LineageOS.

## Fejlesztése

### CyanogenMod 6
Steve Kondik kiadta a CyanogenMod 6-os verzióját, mely az Android 2.2-n (Froyo) alapult. A Release Candite verzió 2010. július 11-én jelent meg, végleges változata pedig augusztus 28-án.

### CyanogenMod 7
A Gingerbreaden (Android 2.3.x-en) alapszik. 2011. február 11-én adták ki az első alfa változatot, és 2011. október 10-én a stabil verziót.

### CyanogenMod 8
Az Android 3.0 Honeycomb-on alapszik.

### CyanogenMod 9
Az Android 4.0-ra (Ice Cream Sandwich) alapuló változatot 2012. augusztus 10-én adták ki, 28-án pedig frissítették.

### CyanogenMod 10
Ez a verzió az Android 4.1.2 JB (Jelly Bean)-re épül. Valamint havi szinten megjelent az "M" változata, amely stabilabb, mint a napi szinten megjelenő frissítések, de még ez sem tekinthető véglegesnek.

### CyanogenMod 10.1
Az Android 4.2.2 alapú ROM a gyári Holo UI-t hozta el a készülékekre (számos extra funkcióval felvértezve).

### CyanogenMod 10.2
Android 4.3 alapra épülő ROM.

### CyanogenMod 11
Android 4.4.2 KitKat alapra épülő ROM.

### CyanogenMod 12
Android 5.0 Lollipop-on alapuló ROM.

### CyanogenMod 13
Android 6.0 Marshmallow-on alapuló ROM

### CyanogenMod 14
Android 7.0 Nougat-on alapuló ROM

### CyanogenMod 14.1
Android 7.1 Nougat-on alapuló ROM

## Eszközök

### Custom Recovery
A CyanogenMod egyik alapkelléke az adathelyreállítás. Jelenleg kettő ismert van, a ClockworkMod Recovery, és a Team Win Recovery Project. Ezek segítségével lehet telepíteni a frissítéseket, ha baj van, újrarakni az Androidot. A recovery image egy speciális boot mód, ezzel lehet visszaállítani az eszközt, vagy frissíteni.

## Verziók
| CyanogenMod Verzió | Android verzió                     | Kiadás dátuma                       | Változtatások |  |
| ------------------ | ---------------------------------- | ----------------------------------- | --- |  |
| 3.1                | Android 1.5 (Cupcake)              | 2009                                | |  |
| 3.2                | Android 1.5 (Cupcake)              | 2009                                | |  |
| 3.3.x              | Android 1.5 (Cupcake)              | 2009                                | |  |
| 3.4.x              | Android 1.5 (Cupcake)              | 2009                                | |  |
| 3.5.x              | Android 1.5 (Cupcake)              | 2009                                | |  |
| 3.6.x              | Android 1.5 (Cupcake)              | 2009                                | 3.6.8 óta Android 1.5r3 rendszeren alapszik |  |
| 3.9.x              | Android 1.5 (Cupcake)              | 2009                                | 3.9.3 óta van FLAC támogatás |  |
| 4.0.x              | Android 1.5/6 (Cupcake/Donut)      | 2009                                | |  |
| 4.1.x              | Android 1.5/6 (Cupcake/Donut)      | 2009                                | 4.1.4 -től Android 1.6 (Donut) rendszeren alapszik; QuickOffice törölve 4.1.4 -óta;                                                                                          |  |
| 4.2.x              | Android 1.5/6 (Cupcake/Donut)      | 2009                                | 4.2.3 óta USB hibakereső mód támogatás; 4.2.6 Android 1.6r2 -n alapszik; 4.2.11 óta "csípés" nagyító hozzáadva a Browser alkalmazáshoz, "pinch zoom" és "swipe" a Galériához |  |
| 5.0.0              | Android 2.0 / 2.1 (Eclair)         | 2010-02-14                          | |  |
| 5.0.1              | Android 2.0 / 2.1 (Eclair)         | 2010-02-14                          | |  |
| 5.0.2              | Android 2.0 / 2.1 (Eclair)         | 2010-02-14                          | |  |
| 5.0.3.x            | Android 2.0 / 2.1 (Eclair)         | 2010-02-20                          | |  |
| 5.0.4.x            | Android 2.0 / 2.1 (Eclair)         | 2010-02-27                          | |  |
| 5.0.5.x            | Android 2.0 / 2.1 (Eclair)         | 2010-03-19                          | |  |
| 5.0.6              | Android 2.0 / 2.1 (Eclair)         | 2010-04-16                          | |  |
| 5.0.7              | Android 2.0 / 2.1 (Eclair)         | 2010-05-25                          | |  |
| 5.0.8              | Android 2.0 / 2.1 (Eclair)         | 2010-07-19                          | ADWLauncher lett az alap launcher |  |
| 6.0.0              | Android 2.2 (Froyo)                | 2010-08-28                          | Dupla kamera, és wifi támogatás |  |
| 6.1.x              | Android 2.2 (Froyo)                | 2010-12-06                          | 6.1.0 óta Android 2.2.1 -on alapszik |  |
| 7.0.x              | Android 2.3 (Gingerbread)          | 2011-04-10                          | 7.0.0 óta Android 2.3.3-on alapszik |  |
| 7.1.0              | Android 2.3 (Gingerbread)          | 2011-10-10                          | Android 2.3.7-on alapszik |  |
| 8.0.0              | Android 3.x (Honeycomb)            | Nincs információ, hogy kiadták vona | |  |
| 9.0.0              | Android 4.0.4 (Ice Cream Sandwich) | 2012-08-10                          | |  |
| 9.1.0              | Android 4.0.4 (Ice Cream Sandwich) | 2012-08-28                          | |  |
| 10.0.x             | Android 4.1.2 (Jelly Bean)         | 2012-11-13                          | |  |
| 10.1.x             | Android 4.2 (Jelly Bean)           | 2013-06-24                          | |  |
| 10.2.x             | Android 4.3 (Jelly Bean)           | 2013-12-02                          | Feketelista-Funkció hozzáadva |  |
| 11                 | Android 4.4 (KitKat)               | 2013-12-05                          | |  |
| 12                 | Android 5.0 (Lollipop)             | 2015-01-05                          | |  |
| 12.1               | Android 5.1 (Lollipop)             | 2015-04-16                          | |  |
| 13                 | Android 6.0 (Marshmallow)          | 2015-11-23                          | |  |
| 14                 | Android 7.0 (Nougat)               |                                     | |  |
| 14.1               | Android 7.1.1 (Nougat)             |                                     | |  |